# John Singleton Copley
John Singleton Copley (1738  - 1815) a fost un pictor american, născut probabil în orașul Boston, provincia britanică Massachusetts Bay ca fiu al cuplului Richard și Mary Singleton Copley, ambii de origine irlandezi. 
Copley este foarte cunoscut pentru portretele sale a unor importante persoane din Noua Anglie colonială, având ca subiecte mai ales oameni din clasele mijlocii ale timpului său. Nota inovativă a portretelor sale constă în introducerea în portretele personajelor a unor obiecte și artefacte care erau semnificative în viețile acestora.

## Galerie de picturi

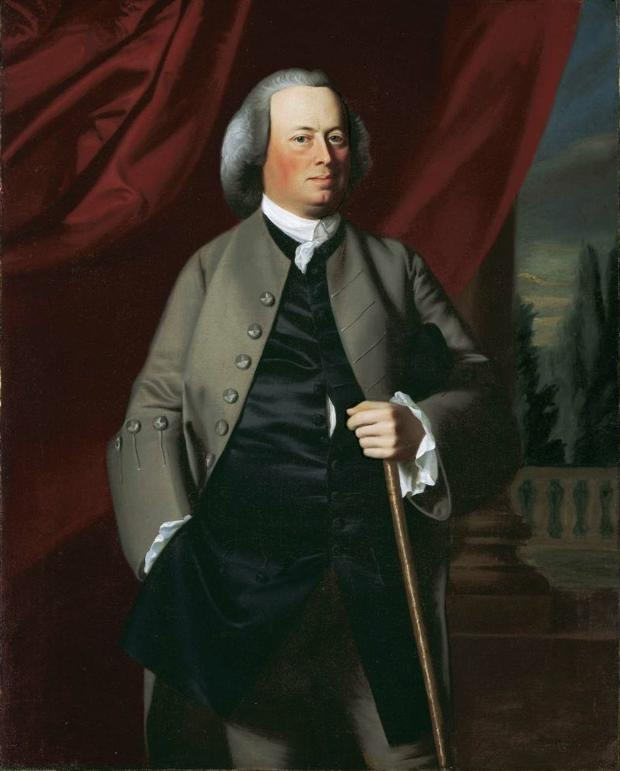
James Warren, 1763
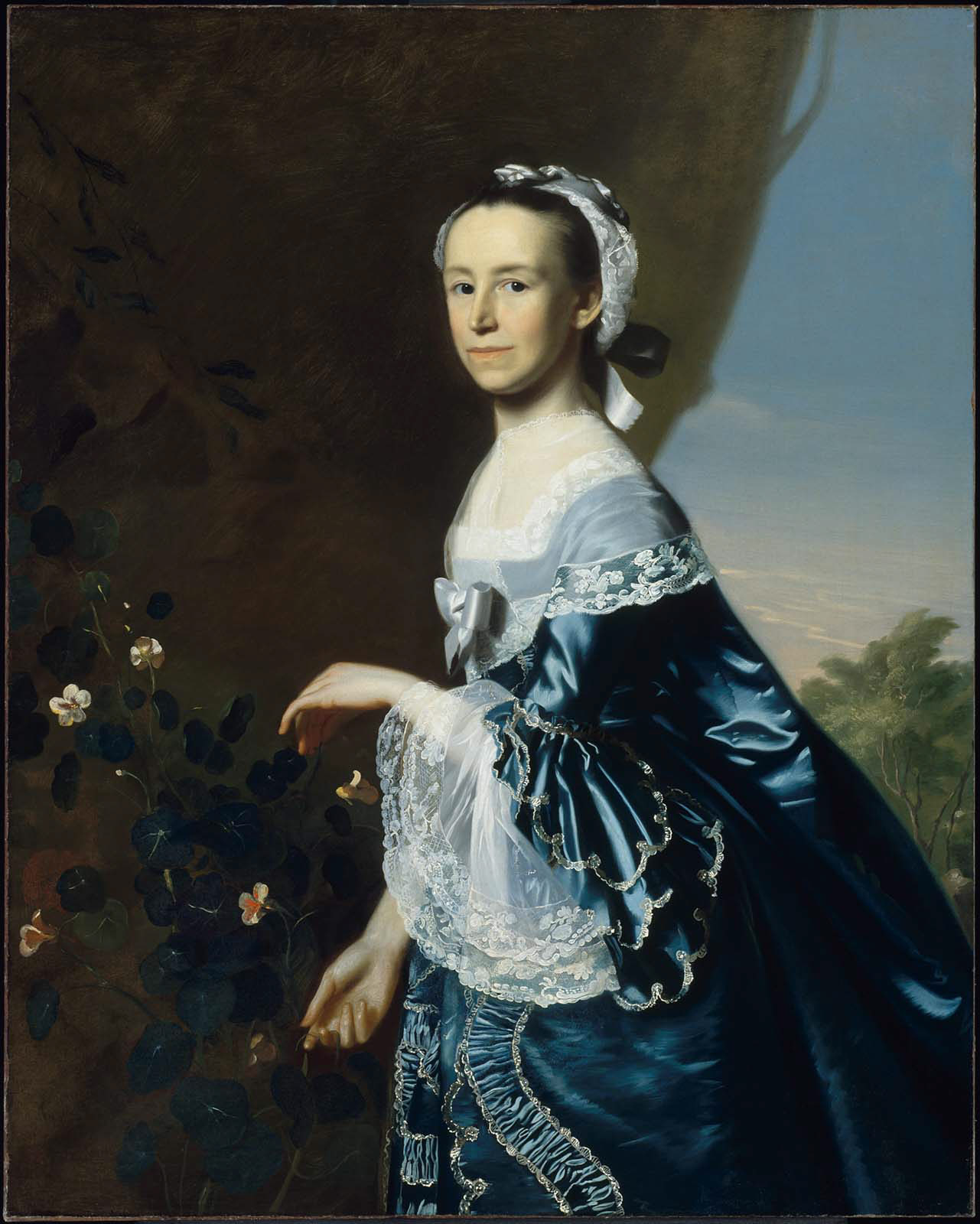
Mercy Otis Warren, 1763
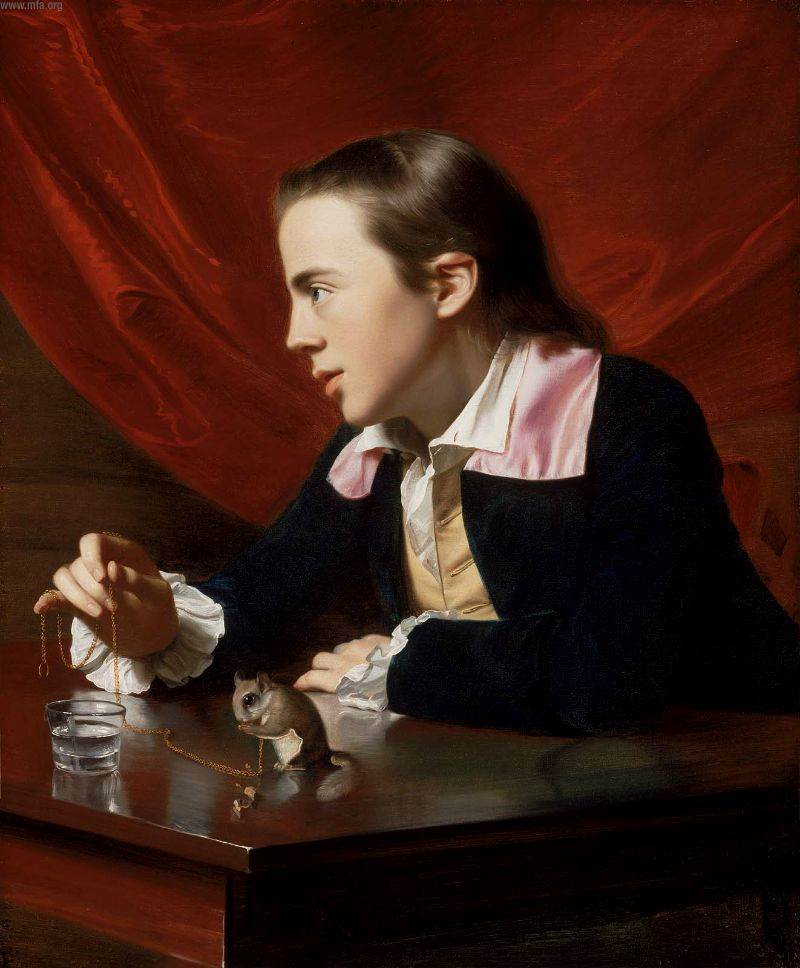
Băiatul cu veveriţa (The Boy with the Squirrel), 1765
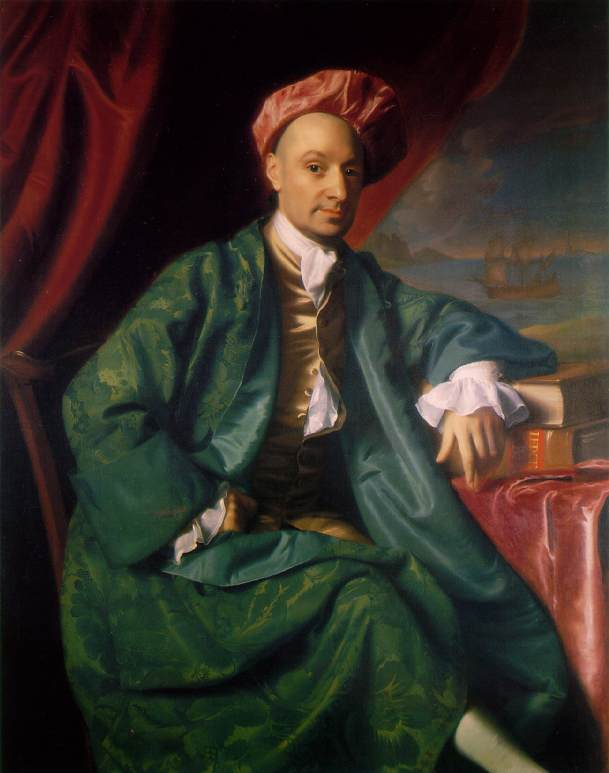
Nicholas Boylston, 1767
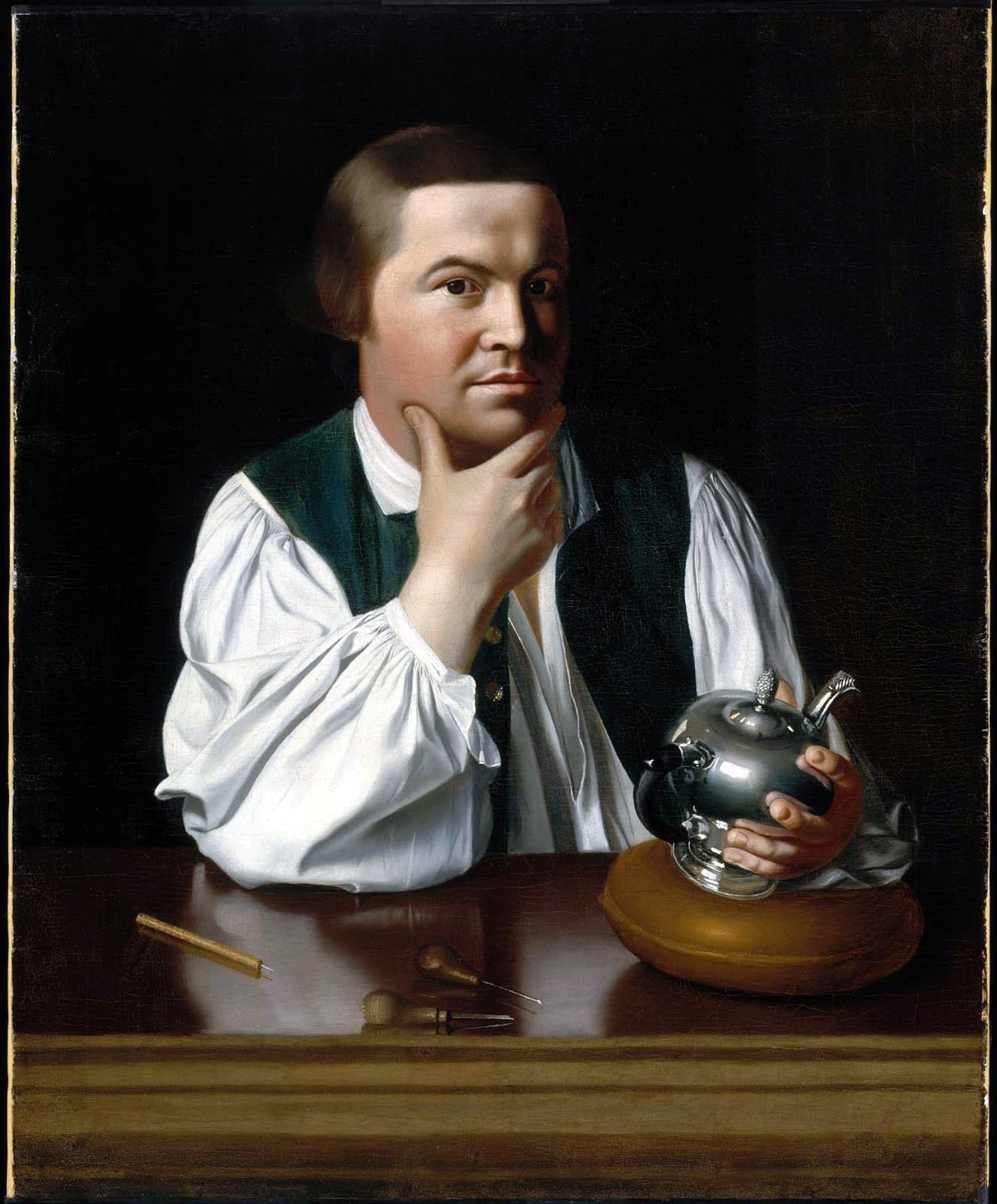
Paul Revere, 1770
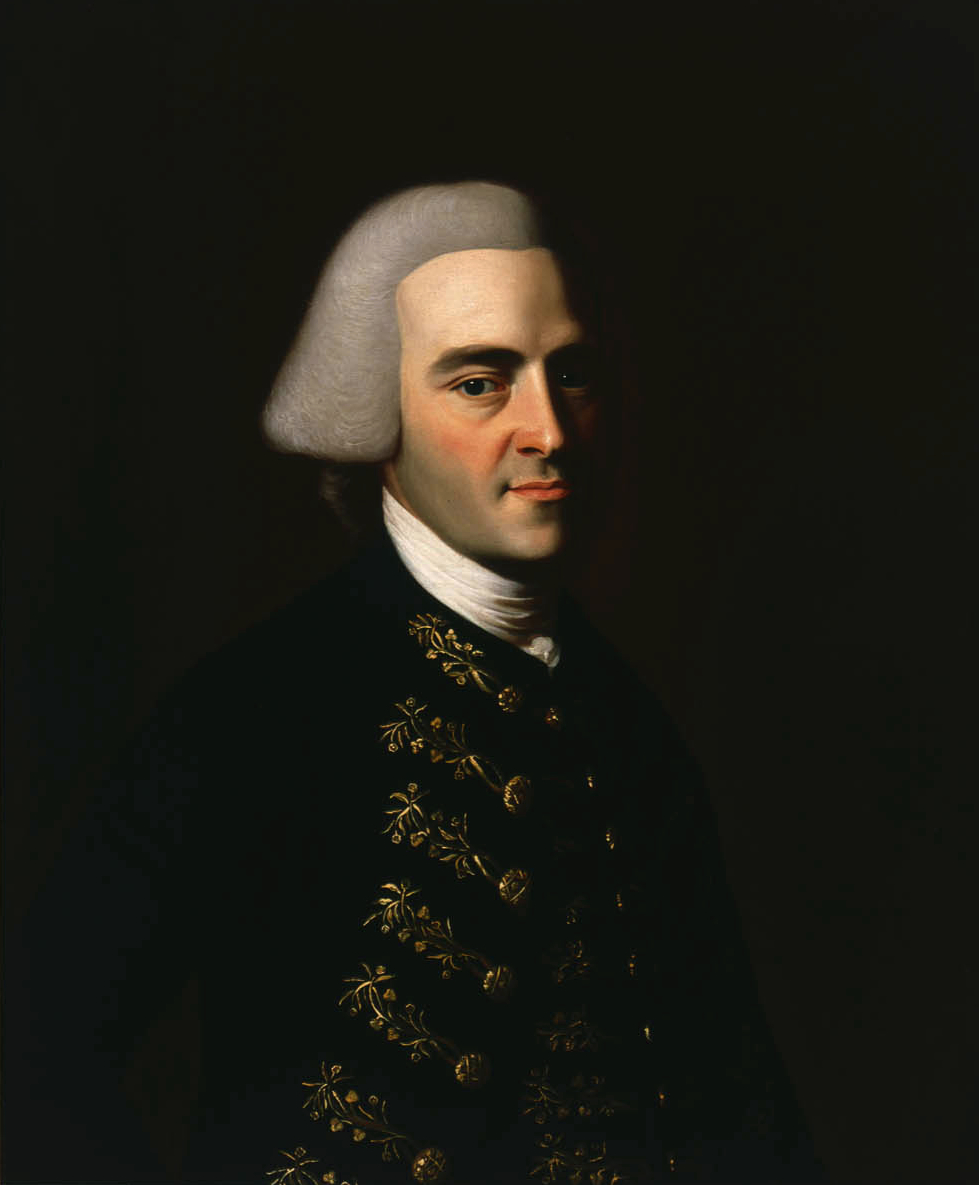
John Hancock, 1770
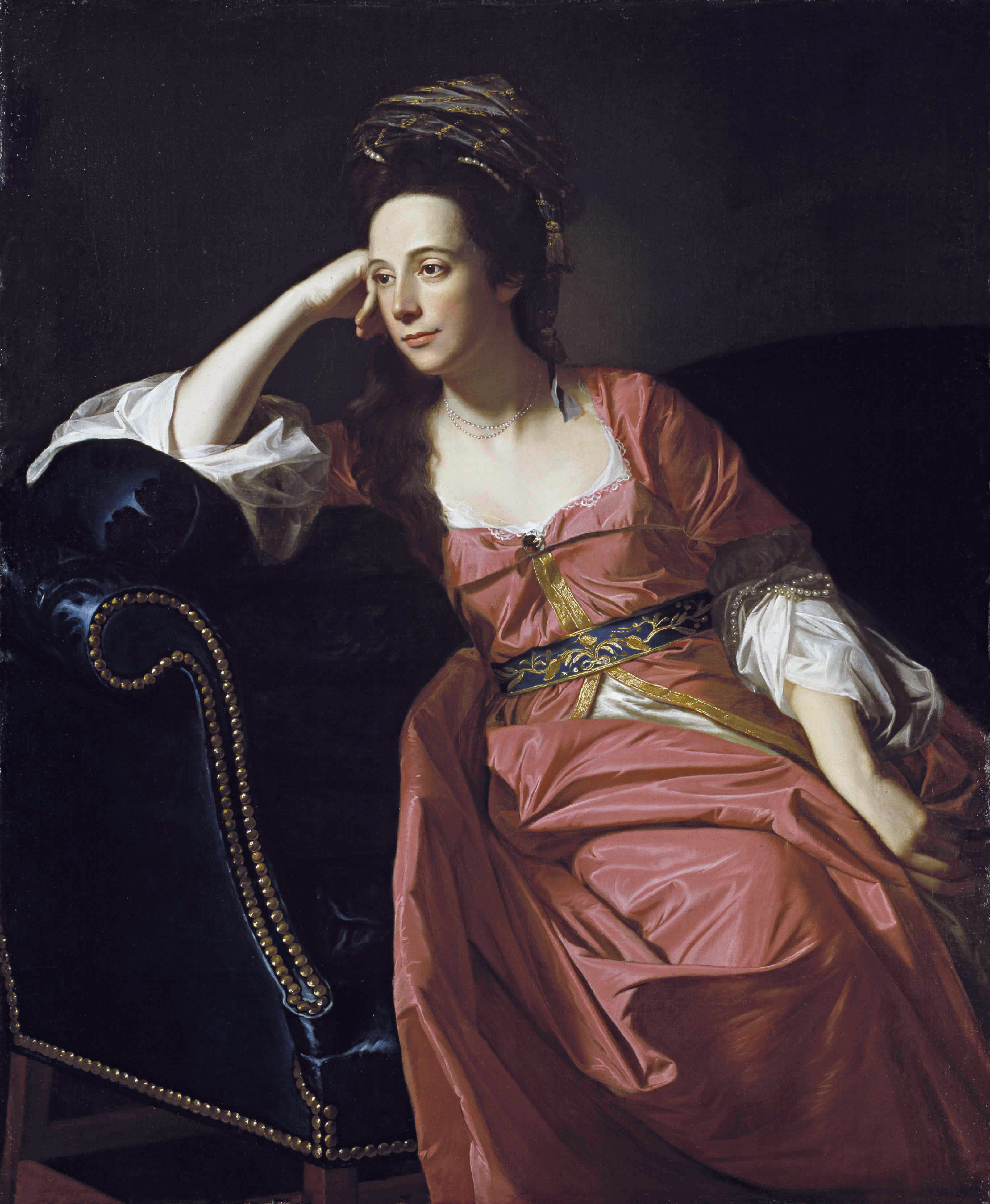
Margaret Kemble Gage, circa 1771
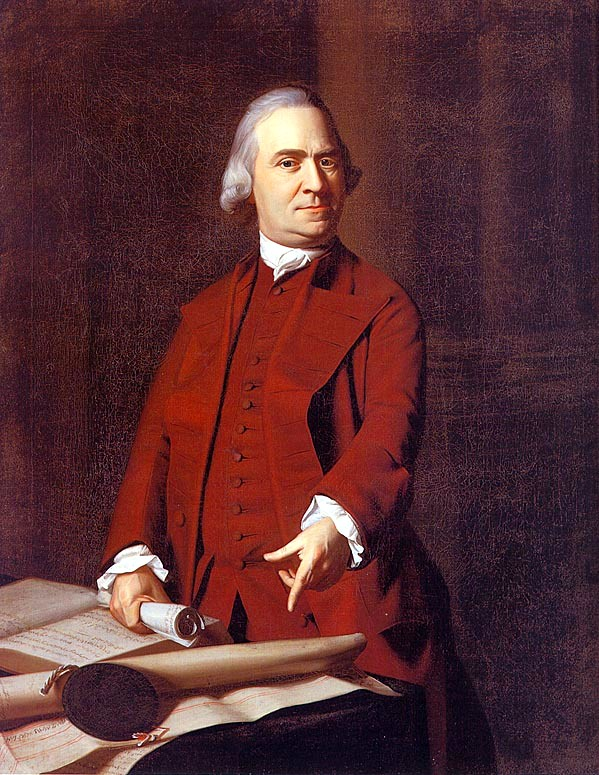
Samuel Adams, 1772
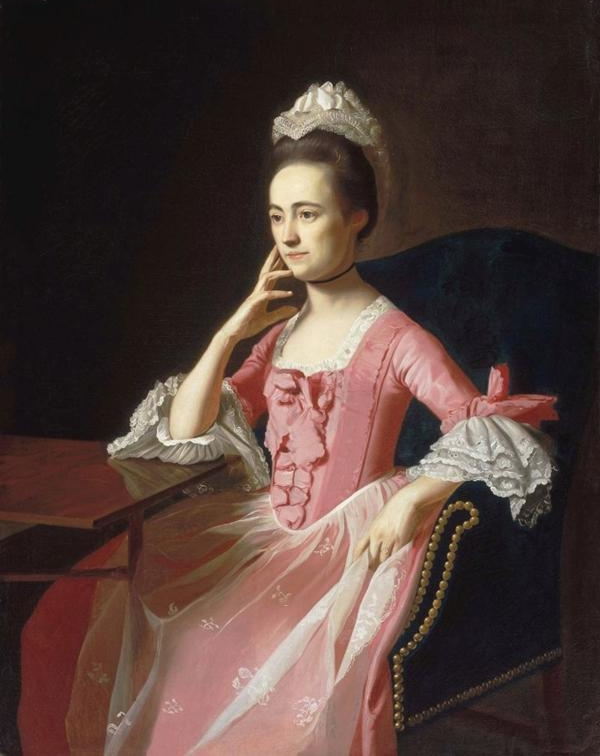
Dorothy Quincy Hancock, soţia lui John Hancock, circa 1772
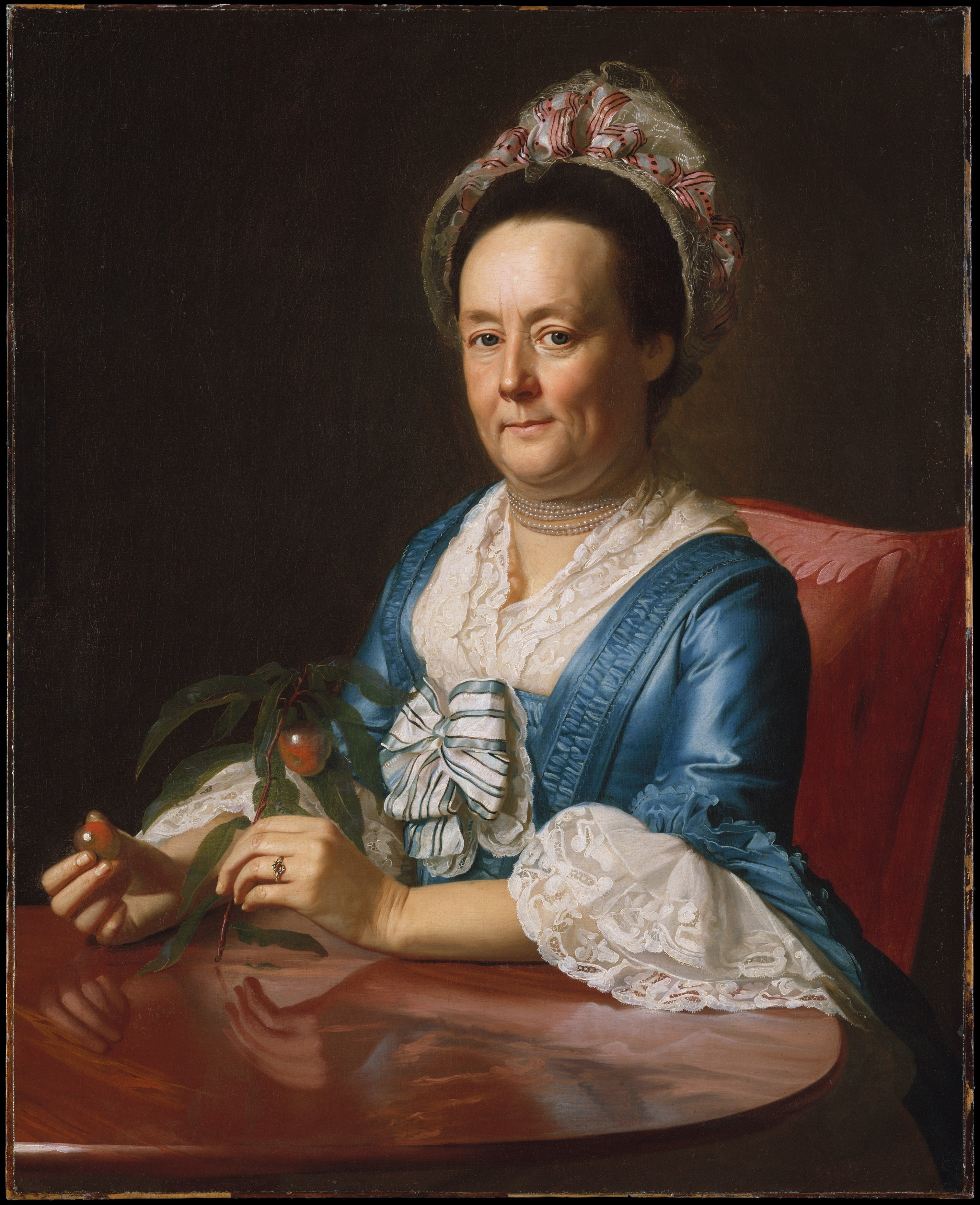
Mrs. John Winthrop, 1773
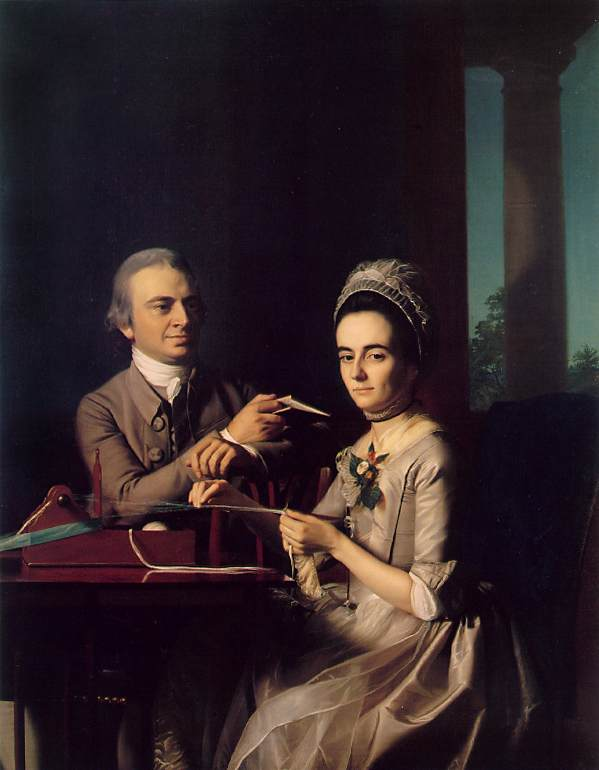
Mr. and Mrs. Thomas Mifflin (Sarah Morris), 1773
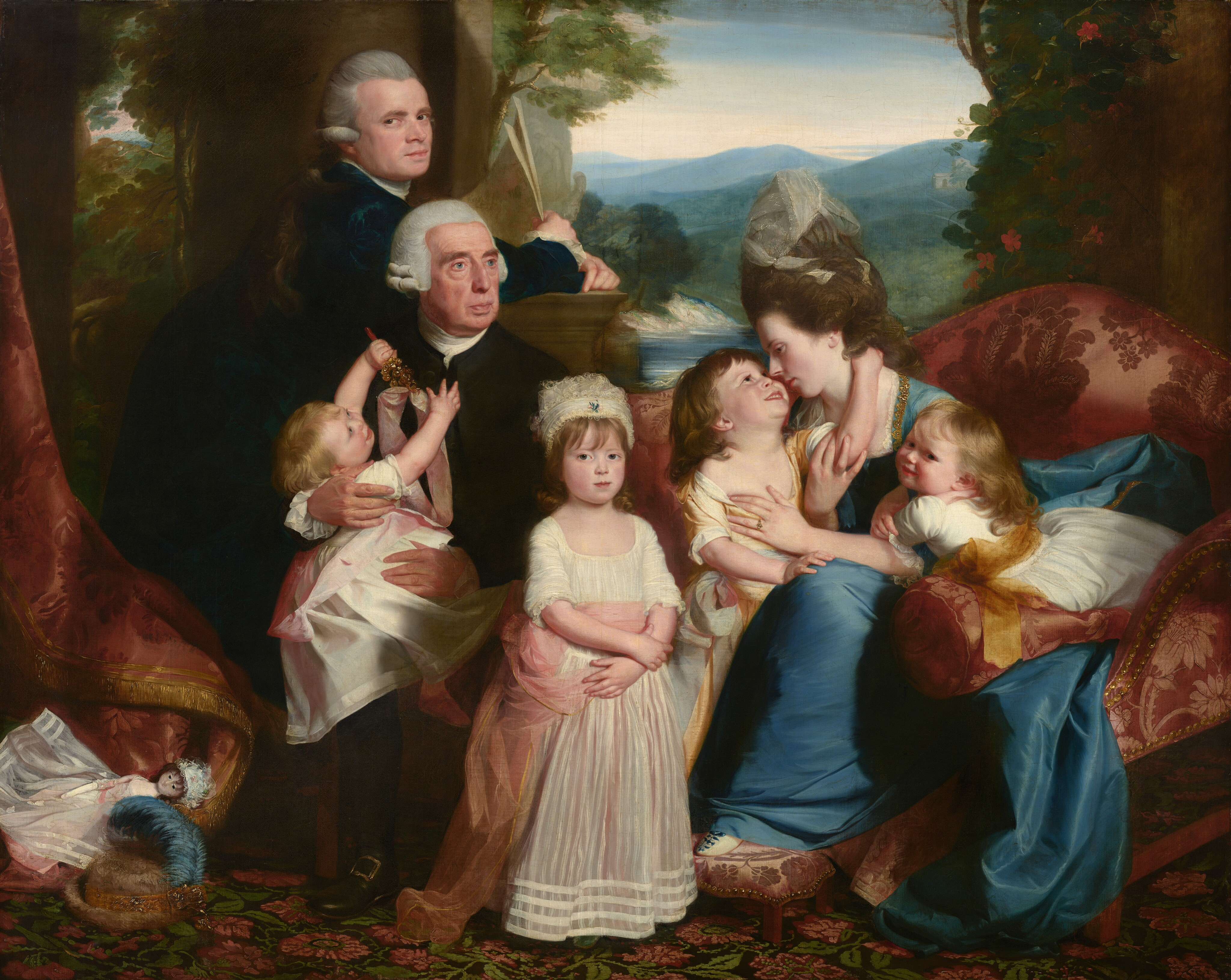
Portretul familiei Copley (Portrait of the Copley family), 1776
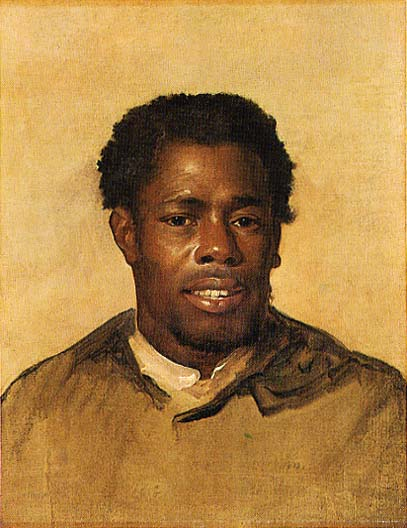
Portretul unui om (Head of a Man), circa 1777
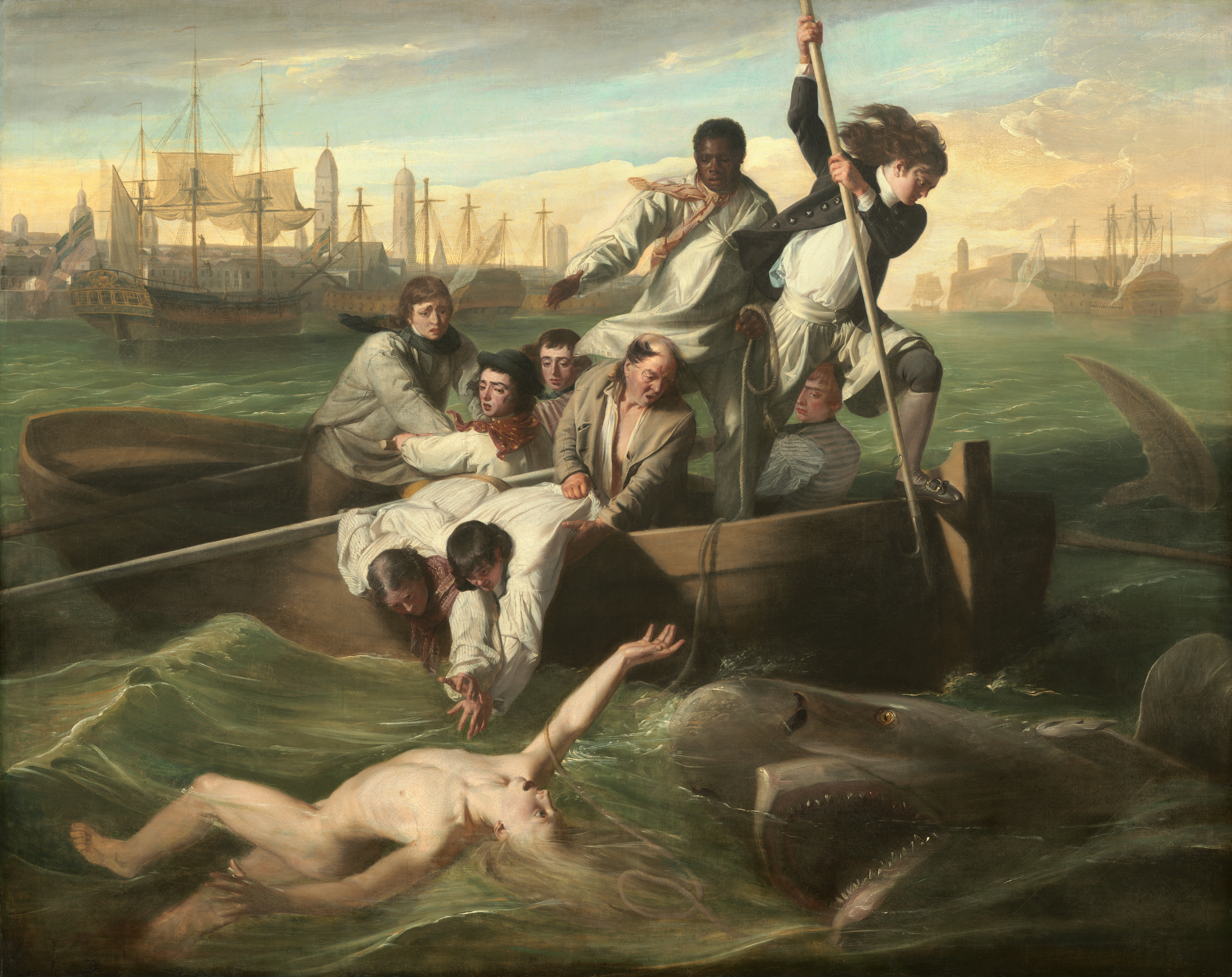
Watson şi rechinul (Watson and the Shark), 1778
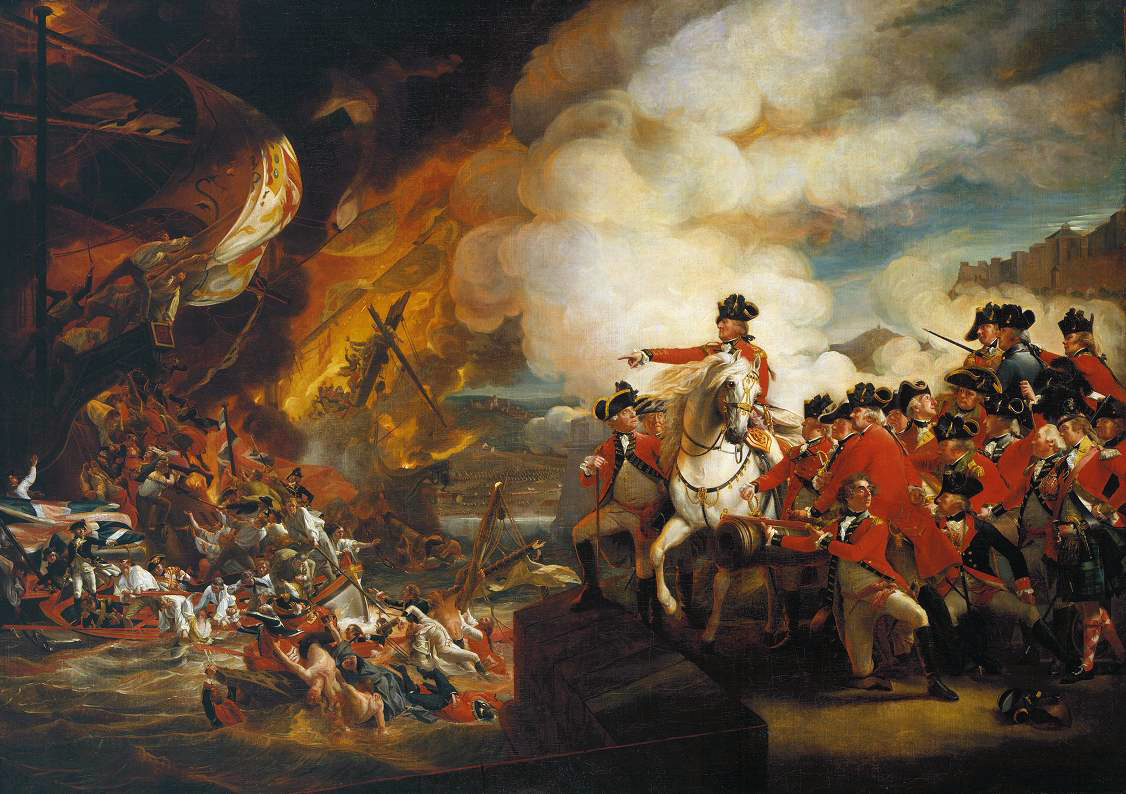
The Defeat of the Floating Batteries at Gibraltar, September 1782
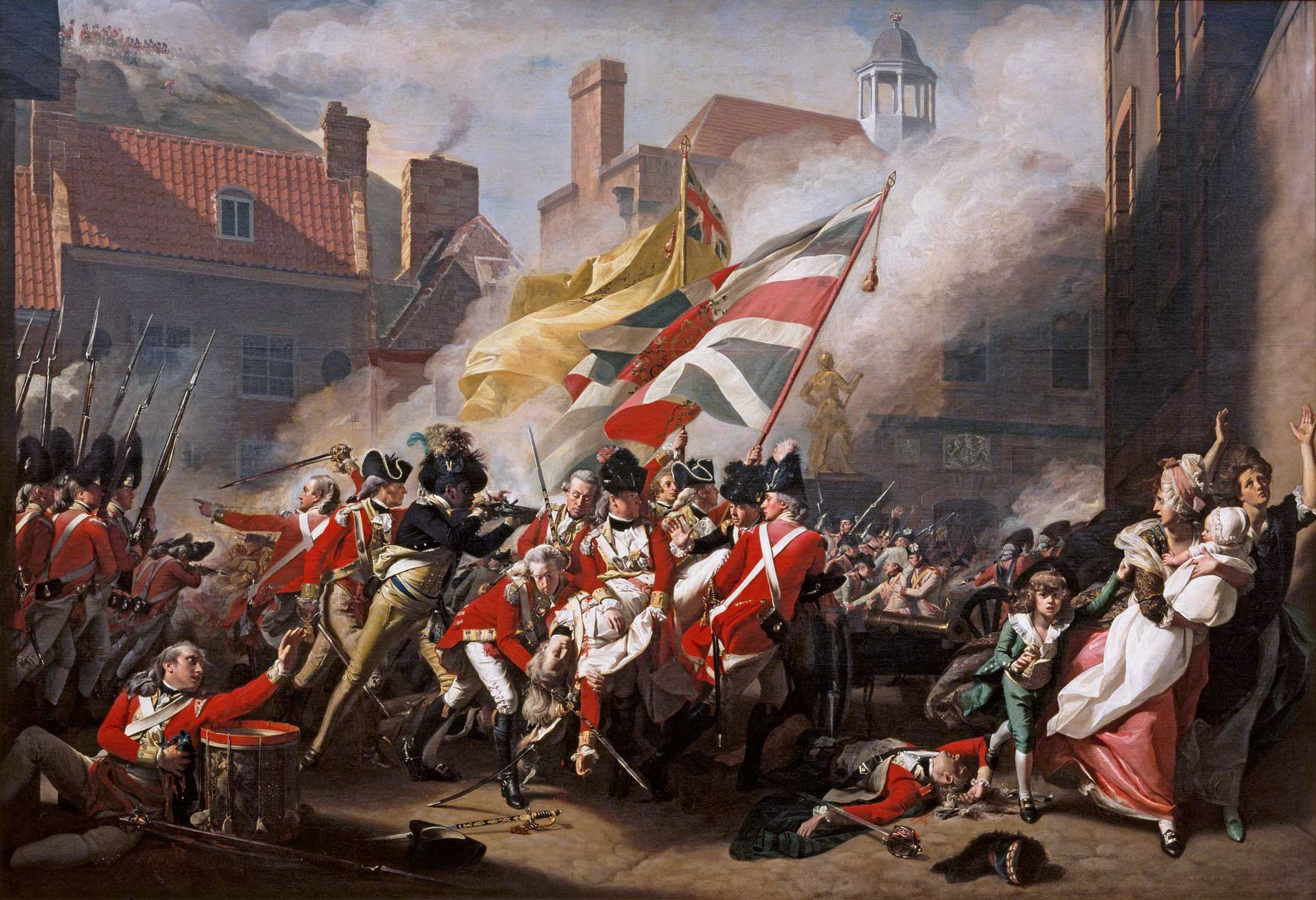
Moartea maiorului Peirson (The Death of Major Peirson), 1784